# قدم صغيرة
قدم صغيرة (بالإنجليزية: Smallfoot)‏، فيلم كوميدي،مغامرات حاسوبي ثلاثي الأبعاد أمريكي، الفيلم من إنتاج وارنر براذرز أنيميشن ومن إخراج كيرى كيركباتريك الفيلم مقتبس من كتاب يتي تراكس تأليف سيرجيو بابلوس.
تم عرض الفيلم في الولايات المتحدة يوم 28 سبتمبر 2018.

## ملخص الفيلم
أحد مخلوقات الـيتي مقتنع تمامًا بأن المخلوقات بعيدة المنال والمعروفة باسم (البشر)، موجودين بالفعل ويمكن الوصول إليهم.

## طاقم العمل
- تشانينج تيتوم في دور ميجو ابن درغل، عالم يتي يحاول إثبات وجود أصحاب الأقدام الصغيرة (البشر).[11]
- جيمس كوردن في دور بيرسي باترسون، شخصية تلفزيونية سابقة يحاول العودة إلى دائرة الضوء.[11]
- زيندايا في دور ميتشي، تعتقد بوجود أصحاب الأقدام الصغيرة.[11]
- ليبرون جيمس في دور غوانجي، يتي ضخم.[11]
- جينا رودريجيز في دور كولكا .[11]
- داني ديفيتو [11]
- كومن [11]
- يارا شهيدي في دور بريندا، مساعدة باترسوت والتي لا تعتقد بوجود اليتي.[11]
- جستن رويلاند بدور غاري
- دي برادلي بيكر في دور معزة

## التسويق
تم إطلاق أول تريلر للفيلم يوم 24 أبريل 2018.

## روابط خارجية
- قدم صغيرة على موقع IMDb (الإنجليزية)
- قدم صغيرة على موقع ميتاكريتيك (الإنجليزية)
- قدم صغيرة على موقع روتن توميتوز (الإنجليزية)
- قدم صغيرة على موقع نتفليكس (الإنجليزية)
- قدم صغيرة على موقع ألو سيني (الفرنسية)
- قدم صغيرة على موقع Turner Classic Movies (الإنجليزية)
- قدم صغيرة على موقع أول موفي (الإنجليزية)
- قدم صغيرة على موقع بوكس أوفيس موجو (الإنجليزية)
- قدم صغيرة على موقع فيلمافينيتي (الإسبانية)
- قدم صغيرة على موقع قاعدة بيانات الأفلام السويدية (السويدية)